# إريك بلان
اريك بلان (بالفرنسية: Éric Blanc)‏ هو ممثل فرنسي، ولد في 10 أكتوبر 1965 بكوتونو في بنين.

## وصلات خارجية
- اريك بلان على موقع IMDb (الإنجليزية)
- اريك بلان على موقع ألو سيني (الفرنسية)
- اريك بلان على موقع أول موفي (الإنجليزية)
- اريك بلان على موقع قاعدة بيانات الفيلم (الإنجليزية)
- اريك بلان على موقع كينوبويسك (الروسية)